# Mex (Wallis)
Mex is een gemeente en plaats in het Zwitserse kanton Wallis, en maakt deel uit van het district Saint-Maurice.
Mex telt x inwoners.